# Djiko FC
Der Djiko Football Club de Bandjoun, auch einfach nur Djiko FC, ist ein 2011 gegründeter kamerunischer Fußballverein aus Bandjoun. Aktuell spielt der Verein in der zweiten Liga, der MTN Elite Two.

## Geschichte
Der Verein wurde 2011 als Feutcheu FC gegründet. 2020 wurde der Verein in Djiko Football Club de Bandjoun umbenannt.

## Erfolge
- Kamerunischer Zweitligavizemeister: 2016  ▲

## Stadion
Der Verein trägt seine Heimspiele im Stade Municipal Fotso Victor in Bandjoun aus. Das Stadion hat ein Fassungsvermögen von 20.000 Personen.